# Gerhard Badrian
Gerhard Joseph Badrian (Beuthen, 13 oktober 1905 - Amsterdam, 30 juni 1944) was een Joodse, naar Nederland gevluchte, Rijksduitser die tijdens de Tweede Wereldoorlog verzetsdaden heeft verricht.
Hij woonde aan de Vijzelstraat 72-II in Amsterdam en was fotograaf. Hij werkte onder meer voor de Persoonsbewijzencentrale (PBC) van Gerrit van der Veen. Hij droeg vaak een smetteloos SD-uniform waarmee hij op volgepropte overvalwagens toestapte en met valse papieren mensen redde van transport naar SD-kantoren en gevangenissen.

## Kraak van de Landsdrukkerij in Den Haag
Op zaterdag 29 april 1944 'kraakten' Badrian, Gerrit van der Veen en drie anderen de Landsdrukkerij in Den Haag. Ze namen vellen met in totaal 10.000 persoonsbewijzen mee, die voor vervalsers zeer bruikbaar waren. Badrian speelde een in SS-uniform geklede Duitser.

## Overval op Weteringschans
Na de mislukte overval op het Huis van Bewaring Weteringschans enkele dagen later (in de nacht van 30 april op 1 mei 1944) slaagde Badrian, als deelnemer aan de overval, erin om de zwaargewonde Gerrit van der Veen mee te dragen en naar een onderduikadres te brengen. Daar raakte Van der Veen echter verlamd en werd hij opgepakt. Badrian volgde Van der Veen op als leider van de PBC.

## Verraad
Badrian zelf werd op 30 juni 1944 tijdens een vuurgevecht in de Rubensstraat (de Apollobuurt in het huidige Amsterdam Oud-Zuid) doodgeschoten. Een ‘vriendin’ Betje Wery zei voor hem en zijn vrouw een veilig onderduikadres aan de Rubensstraat 26 in Amsterdam te hebben (pal boven een huis met SD'ers). Maar hij werd verraden. Bij een overval op dat huis wist Badrian nog een de trap opkomende Duitser te doden en naar buiten te vluchten. Op de stoep werd hij echter doodgeschoten. De Sicherheitspolizei (Sipo) beloonde de ‘vriendin’ met duizend gulden.

## Na zijn dood
Badrian is 38 jaar geworden. Zijn lichaam is door de Duitsers gecremeerd. De asbus werd later op het Nederlands Ereveld Loenen (gemeente Apeldoorn) bijgezet.
Ook op de plek waar hij is doodgeschoten (Rubensstraat 26) is een gedenksteen voor Badrian aangebracht. De tekst op deze gedenksteen luidt:
IN MEMORIAM

GERHARD BADRIAN

GEBOREN ALS DUITSCHE JOOD EN OP

DEZE PLAATS OP VRIJDAG 30 JUNI 1944

ALS STRIJDER VOOR NEERLAND'S

VRIJHEID GESNEUVELD.

## Noot
1. ↑  De verkeerd gebruikte genitief-s staat ook in het origineel.